# Rise of the Argonauts
Rise of the Argonauts est un jeu vidéo de rôle développé par Liquid Entertainment et édité par Codemasters. Il est disponible depuis le 12 décembre 2008 sur PC, PlayStation 3 et Xbox 360.
Le joueur incarne le roi grec Jason, qui part à la recherche de la Toison d'or, censée pouvoir ramener sa défunte fiancée à la vie.

## Synopsis
Alors qu'il s'apprêtait à épouser la femme qu'il aime, Jason, roi d'Iolcos, voit celle-ci mourir sous ses yeux, le cœur transpercé d'une flèche. Refusant de faire face à cet atroce destin, il décide de partir à la recherche de la toison d'Or, une mythique relique, capable de faire revivre les morts. Durant son périple, il rencontrera de puissants alliés qui l'aideront à accomplir sa quête, tel Héraclès, Atalante, Pan ou encore Achille.

## Personnages
- Jason : Cédric Dumond
- Pélias : Gilbert Lévy
- Héraclès, Arès, Gorgidos : Sylvain Lemarié
- Pan : Frédéric Cerdal
- Skiav, Apollon : Patrick Osmond
- Argos fils d'Arestor (argonaute) : Gérard Surugue
- Dédale : Antoine Tomé
- Lycomède
- Atalante
- Méduse
- Pythée ; Damien Boisseau
- Sinon : Susan Sindberg
- Alexus : Benoît Du Pac
- Exékius : Philippe Dumond
- Asclépius, Agrios : Gabriel Le Doze
- Nessos : Bruno Dubernat
- Brygus : Daniel Lafourcade
- Callas : Emmanuel Karsen
- Lykos : Bruno Magne
- Méno : Philippe Peythieu
- Eristothène : Jean-François Kopf
- Persée : Pierre Tessier
- Prométhée : Jean-Claude Sachot
- Isyphyre : Jacques Albaret
- Mercenaire Ionien : Patrice Baudrier